# Dindica discordia
Dindica discordia là một loài bướm đêm trong họ Geometridae.